# Карл Густав Реншильд
Карл Гу́став Ре́ншильд (Карл Густав Ренскольд, швед. Carl Gustaf Rehnskiöld; 6 серпня 1651, Штральзунд — 29 січня 1722) — шведський фельдмаршал (1706), граф, сподвижник короля Карла XII.

## Біографія
Син Герта Реншильда, члена королівського суду, та Бригіти Торскескаль. Навчався в Кпсальському, Грейфсвальдському та Лундському університетах. Вступив на військову службу в 1673 році в чині фенріха Нерке-Вермландського полку, брав участь у війні з Данією 1675—1679 років, відзначився в битвах при Гальмстаді, Лунді та Ландскроні, за видатні заслуги в 26 років став підполковником, минуючи звання майора. 1680 року подав король докладну записку, що стала основою військової реформи, яка замінила періодичні рекрутські набори постійним обов'язком селян. З 1689 — полковник, шефом Німецького лейб-піхотного полку та комендатон замку Ландскруна, з 1690 року — військовий радник Фрідріха Гольштейн-Готторпського. 1696 року — генерал-майор, пізніше був генерал-губернатором Сконе (1698—1705). 1699 року стає бароном. Отримав наказав сформувати Лейб-драгунський полк, який Реншильд і очолив.
З його іменем пов'язані перші успіхи шведів у Великій Північній війні: атака на данців — висадка на о. Зеландія (1700) та поразка російської армії під Нарвою 30 листопада 1700 року, де Реншильд командував лівим флангом.
17 квітня 1703 отримав чин генерала від кавалерії.
В кінці грудня 1705 року йому було доручено командування армією, яка мала прикривати Польщу із заходу, поки король рухався маршем на Варшаву і Гродно, а 27 грудня Реншильд був призначений королівським радником. Реншильду вдалося виманити саксонського воєначальника Шуленбурга до Фрауштадта (за іншими даними, Шуленбург, відповідно до наказу, йшов на з'єднання з силами Августа II), і 3 лютого 1706 року, не зважаючи на відсутність артилерії та значно поступаючись живою силою, завдав Шуленбургу нищівної поразки, змусивши Саксонію укласти сепаратний мир.
За свої заслуги отримав чин фельдмаршала, а 21 червня 1706 отримав графський титул. 1708 року в битві при Головчині командував кіннотою.
У битві під Полтавою 8 липня (27 червня) 1709 року командував шведською армією замість пораненого короля, зазнав поразки та потрапив у полон. Був звільнений з полону в 1718 році. З 1719 — член Королівської ради.